# Xiao (Zhou-König)
Xiao, König von Zhou oder Hsiao, König von Chou (chinesisch: 周孝王; Pinyin: Zhōu Xìao Wáng) war der achte König der chinesischen Zhou-Dynastie. Er regierte wahrscheinlich von 872 v. Chr. bis 866 v. Chr.

## Leben
Xiao gehört neben Gong, Yih und Yi zu jenen Königen, über deren Regierungsperiode nur sehr wenig bekannt ist. Xiao war der Onkel seines Vorgängers Yih, über den die Bambus-Annalen berichten, dass er in seinem 15. Regierungsjahr die Hauptstadt Zongzhou verließ und nach Huaili ging. Wahrscheinlich hat Xiao Yih entmachtet, zur Flucht gezwungen und selbst den Thron bestiegen. Diese unregelmäßige Thronfolge wäre eine Erklärung für Anmerkungen in den Chroniken, warum die den Zhou treuen Herren Yi wiedereinsetzen mussten. Es würde auch erklären, warum die Inschriften auf den Ritualbronzen aus dieser Periode der westlichen Zhou-Dynastie zur gleichen Zeit verschiedene königliche Zeitzählungen verwenden.

## Familie
| König Mu 周穆王   | König Mu 周穆王   | König Mu 周穆王   | König Mu 周穆王   | König Mu 周穆王   | König Mu 周穆王   |  |  | ?                 | ?                 | ?                 | ?                 | ?                 | ?                 |  |  |  |  |  |  |  |  |  |  |  |  |
| König Mu 周穆王   | König Mu 周穆王   | König Mu 周穆王   | König Mu 周穆王   | König Mu 周穆王   | König Mu 周穆王   |  |  | ?                 | ?                 | ?                 | ?                 | ?                 | ?                 |  |  |  |  |  |  |  |  |  |  |  |  |
|                   |                   |                   |                   |                   |                   |  |  |                   |                   |                   |                   |                   |                   |  |  |  |  |  |  |  |  |  |  |  |  |
|                   |                   |                   |                   |                   |                   |  |  |                   |                   |                   |                   |                   |                   |  |  |  |  |  |  |  |  |  |  |  |  |
| König Gong 周共王 | König Gong 周共王 | König Gong 周共王 | König Gong 周共王 | König Gong 周共王 | König Gong 周共王 |  |  | König Xiao 周孝王 | König Xiao 周孝王 | König Xiao 周孝王 | König Xiao 周孝王 | König Xiao 周孝王 | König Xiao 周孝王 |  |  |  |  |  |  |  |  |  |  |  |  |
| König Gong 周共王 | König Gong 周共王 | König Gong 周共王 | König Gong 周共王 | König Gong 周共王 | König Gong 周共王 |  |  | König Xiao 周孝王 | König Xiao 周孝王 | König Xiao 周孝王 | König Xiao 周孝王 | König Xiao 周孝王 | König Xiao 周孝王 |  |  |  |  |  |  |  |  |  |  |  |  |
| König Yi 周懿王   |                   |                   |                   |                   |                   |  |  |                   |                   |                   |                   |                   |                   |  |  |  |  |  |  |  |  |  |  |  |  |
|                   |                   |                   |                   |                   |                   |  |  |                   |                   |                   |                   |                   |                   |  |  |  |  |  |  |  |  |  |  |  |  |
| König Yi 周夷王   |                   |                   |                   |                   |                   |  |  |                   |                   |                   |                   |                   |                   |  |  |  |  |  |  |  |  |  |  |  |  |